# تاتیانا زاسلاوسایا
تاتیانا زاسلاوسکایا (روسی: Татьяна Ивановна Заславская؛ ۱۹۲۷ – ۲۰۱۳) اقتصاددان اهل اتحاد جماهیر شوروی سوسیالیستی بود.
وی همچنین برندهٔ جوایزی همچون نشان انقلاب اکتبر شده‌است.
{{جعبه زندگینامه